# Judy Trammell
Judy Tharp Trammell (nacida el 29 de abril de 1958) es la actual coreógrafa principal de las Porristas de los Vaqueros de Dallas y exmiembro del equipo. Apareció en la serie de telerrealidad de CMT Dallas Cowboys Cheerleaders: Making the Team y actualmente en la serie de Netflix America's Sweethearts: Dallas Cowboys Cheerleaders  .

## Primeros años de vida
Trammell nació y creció en Dallas, Texas y se graduó de preparatoria en RL Turner High School . 

## Carrera
Trammell fue animadora de los Dallas Cowboys durante cuatro años, entre 1980 y 1984, y durante ese tiempo se desempeñó como líder de grupo y miembro del equipo de exhibición. Tiene formación profesional en jazz, pom, baile de precisión y tap. Se convirtió en coreógrafa asistente de las animadoras de los Dallas Cowboys en 1984. Desde 1991 ocúpa el puesto de coreógrafa principal. Después de la directora Kelli Finglass, Trammell es la segunda ex animadora de los Dallas Cowboys en unirse a la organización en un rol administrativo.
Trammell también ha coreografiado para Jerry Lewis, Toby Keith  y Little Texas. También ha trabajado como corógrafa en los programas de entrevistas de Phil Donahue, Geraldo Rivera y Montel Williams, así como en la película Harry and the Hendersons, el concierto benéfico de Oak Ridge Boys, los Country Music Awards, Nashville Palace, el concurso Miss Texas, el especial de televisión Salute to Lady Liberty, así como musicales de secundaria y concursos de belleza en el área de Dallas. También ha coreografiado para Reba McEntire, Randy Travis, LeAnn Rimes, Creed, Jessica Simpson, Destiny's Child, Sheryl Crow, Carrie Underwood, MC Hammer y los premios NBC Academy of Country and Western Music Awards.
Ha aparecido en programas de televisión como Dr. T & the Women, The View y Queer Eye For the Straight Guy .

## Vida personal
Judy está casada con Dick Trammell y tiene tres hijos. Actualmente residen en Garland, Texas . Su hija, Cassie Trammell, fue animadora durante ocho años con Cheer Athletics y ganó un título nacional, así como dos medallas de oro en el Campeonato Mundial de porristas Allstar mientras estaba en los Cheer Athletics Panthers. Cassie animó con las porristas de los Dallas Cowboys entre 2008 y 2013, sirviendo como líder de grupo en su cuarta y quinta temporada en el equipo. La boda de Cassie fue la única boda que apareció en el programa de televisión Dallas Cowboys Cheerleaders: Brides.